# Medina van Tunis
De medina van Tunis is de oude binnenstad (medina) van de Tunesische hoofdstad Tunis. Ze werd in 1979 door UNESCO tot werelderfgoed verklaard.
De medina heeft een omvang van 280 hectare en omvat zo'n zevenhonderd monumenten: paleizen, moskeeën, mausolea, madrassa's, soeks en fonteinen, vooral uit de periodes van de Almohaden en Hafsiden (12e tot 16e eeuw).
Enkele beroemde monumenten zijn: 
- Zitounamoskee (Olijfmoskee);
- Dar el bey, paleis van de bey;
- Dar Ben Abdallah, een 18e-eeuws paleis dat het Museum voor Volkskunst en Tradities van Tunesië huisvest;
- Dar Othman, een 16e-eeuws paleis gebouwd door Othman Dey;
- Dar Hoessein, residentie van prinsen en beys;
- Tourbet el bey, koninklijk mausoleum;
- Enkele poorten die deel uitmaakten van de muur om de medina bestaan nog, zoals Bab el Bhar en Bab Saadoun, maar andere zijn verdwenen.

## Fotogalerij

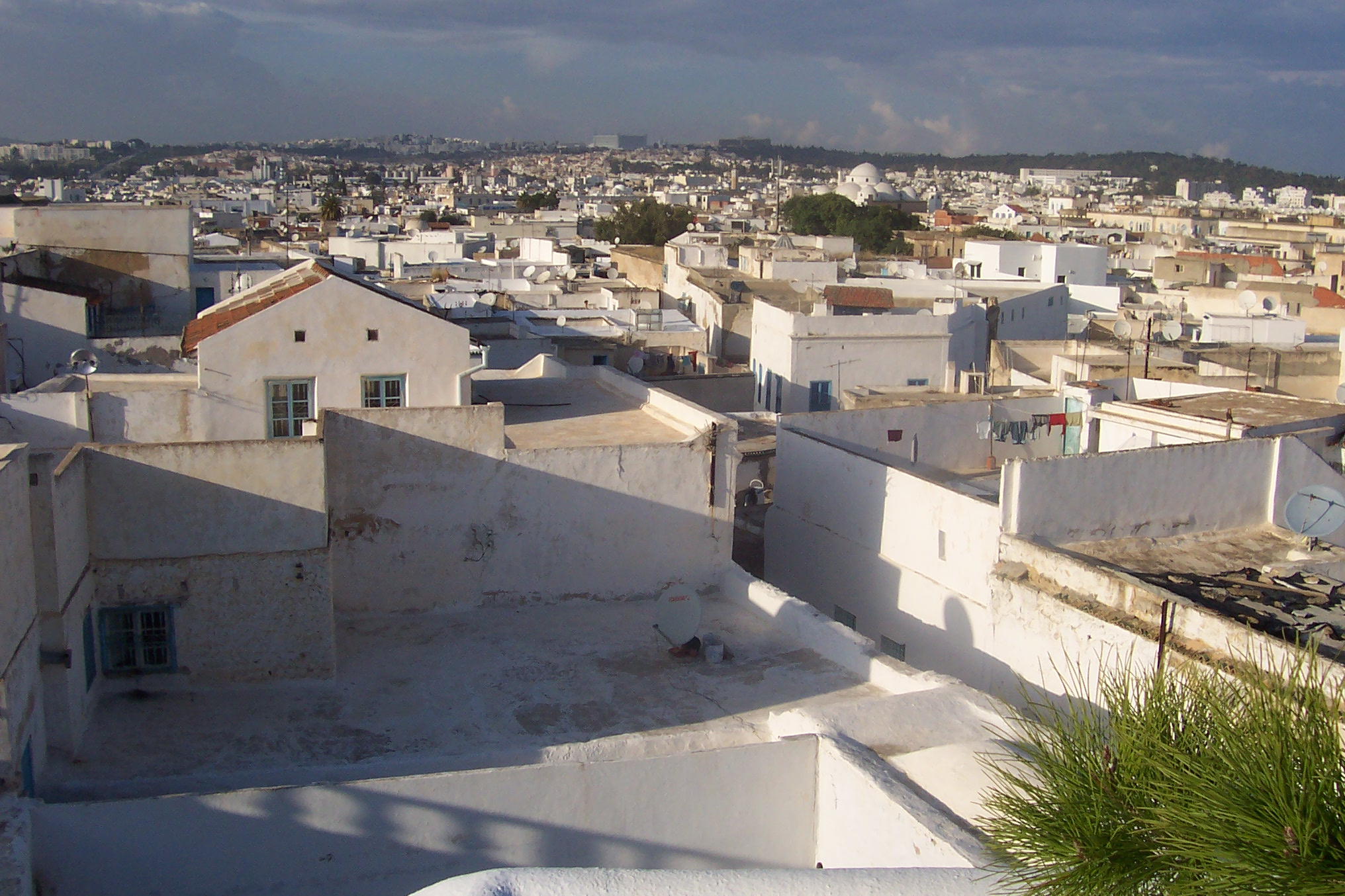
Zicht op de medina
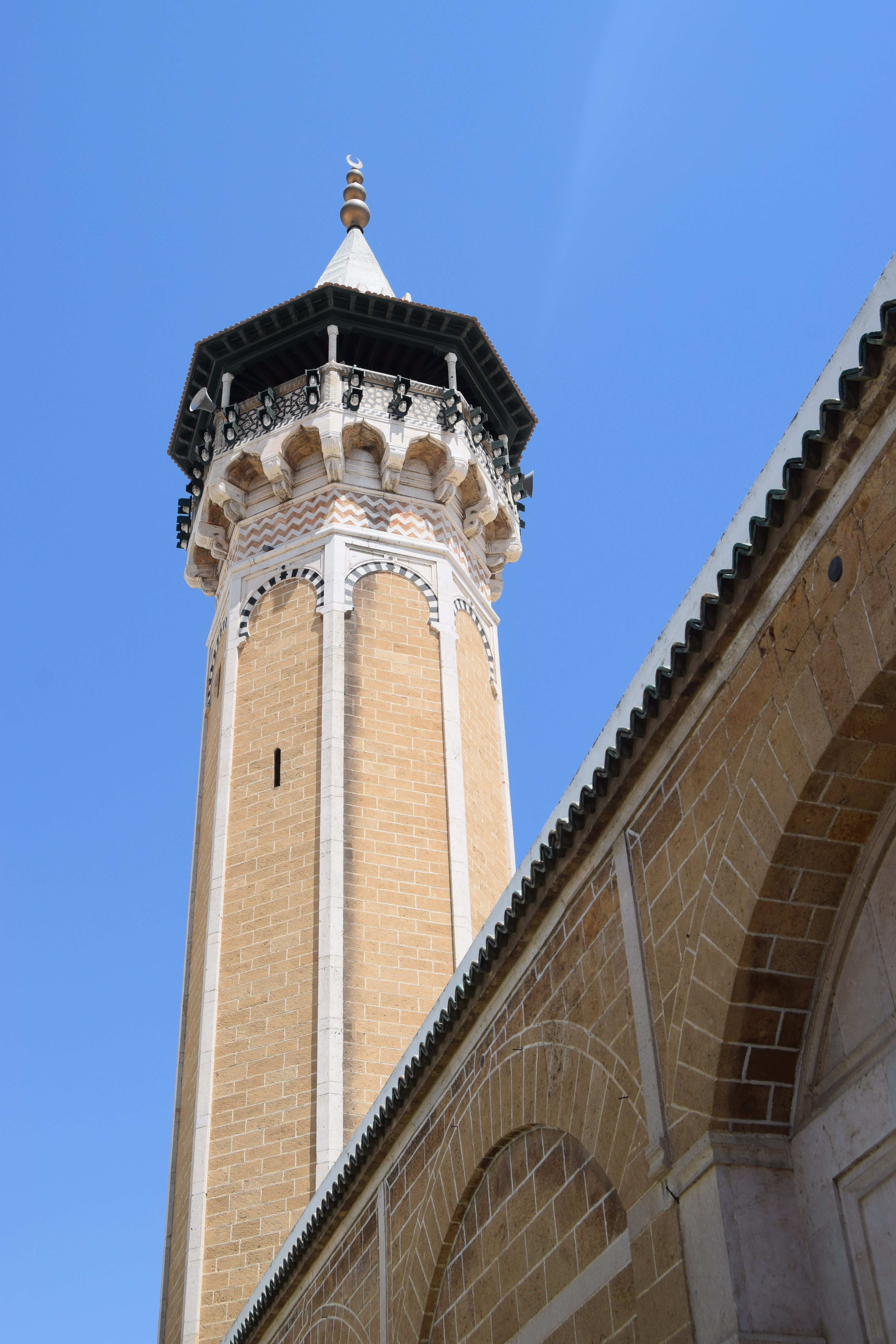
Hammouda Pachamoskee
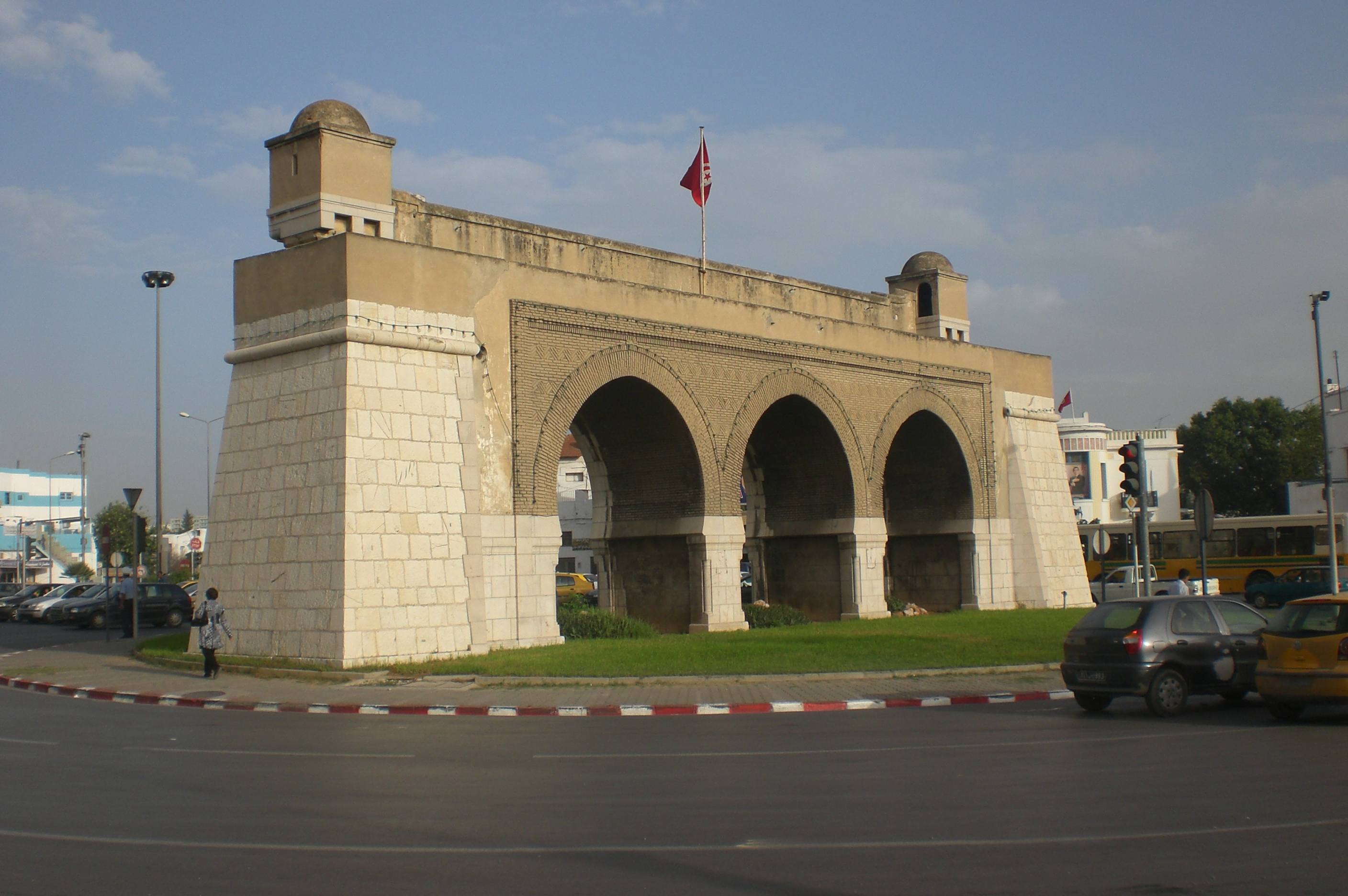
Bab Saadoun
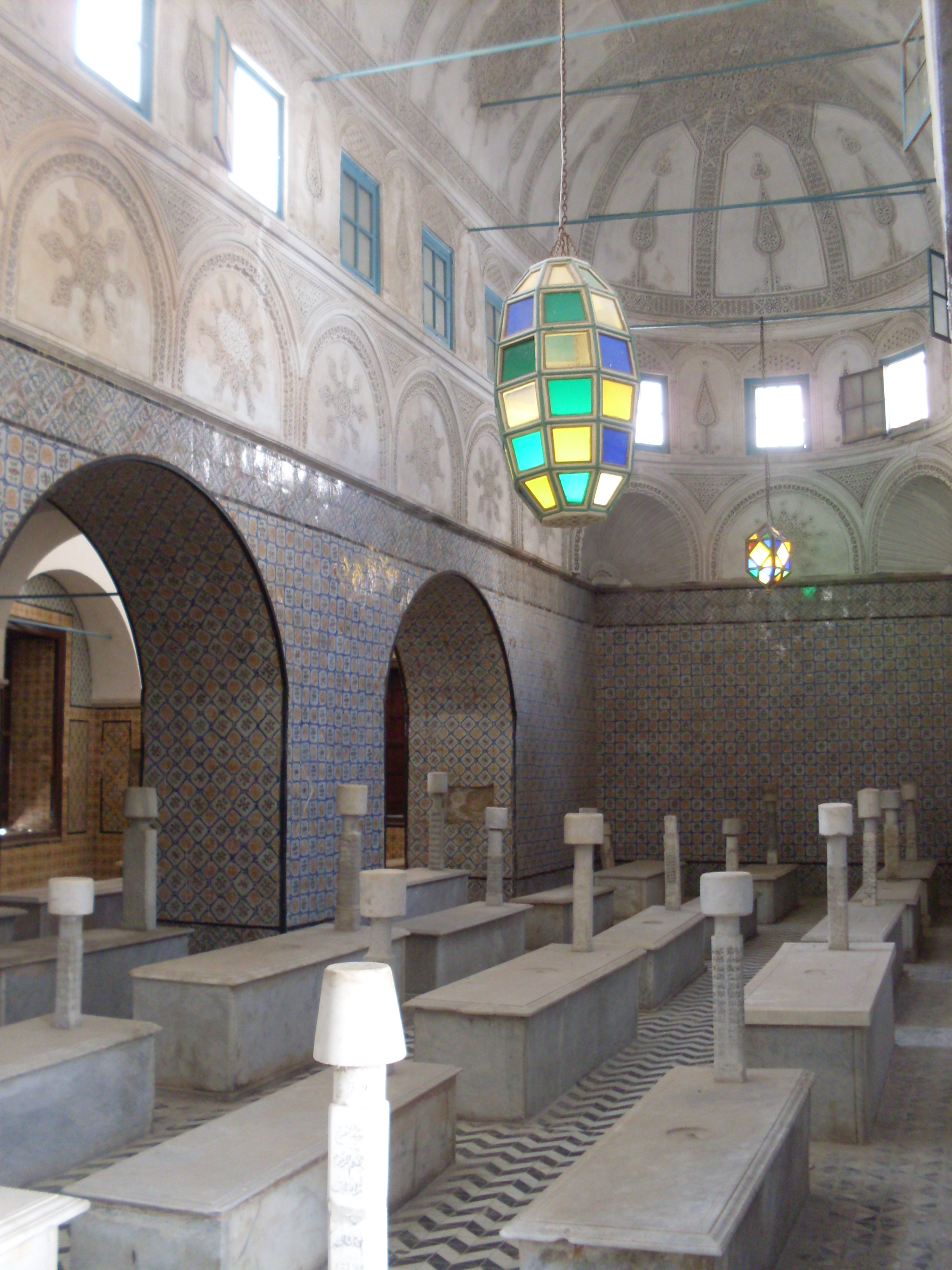
Tourbet el Bey
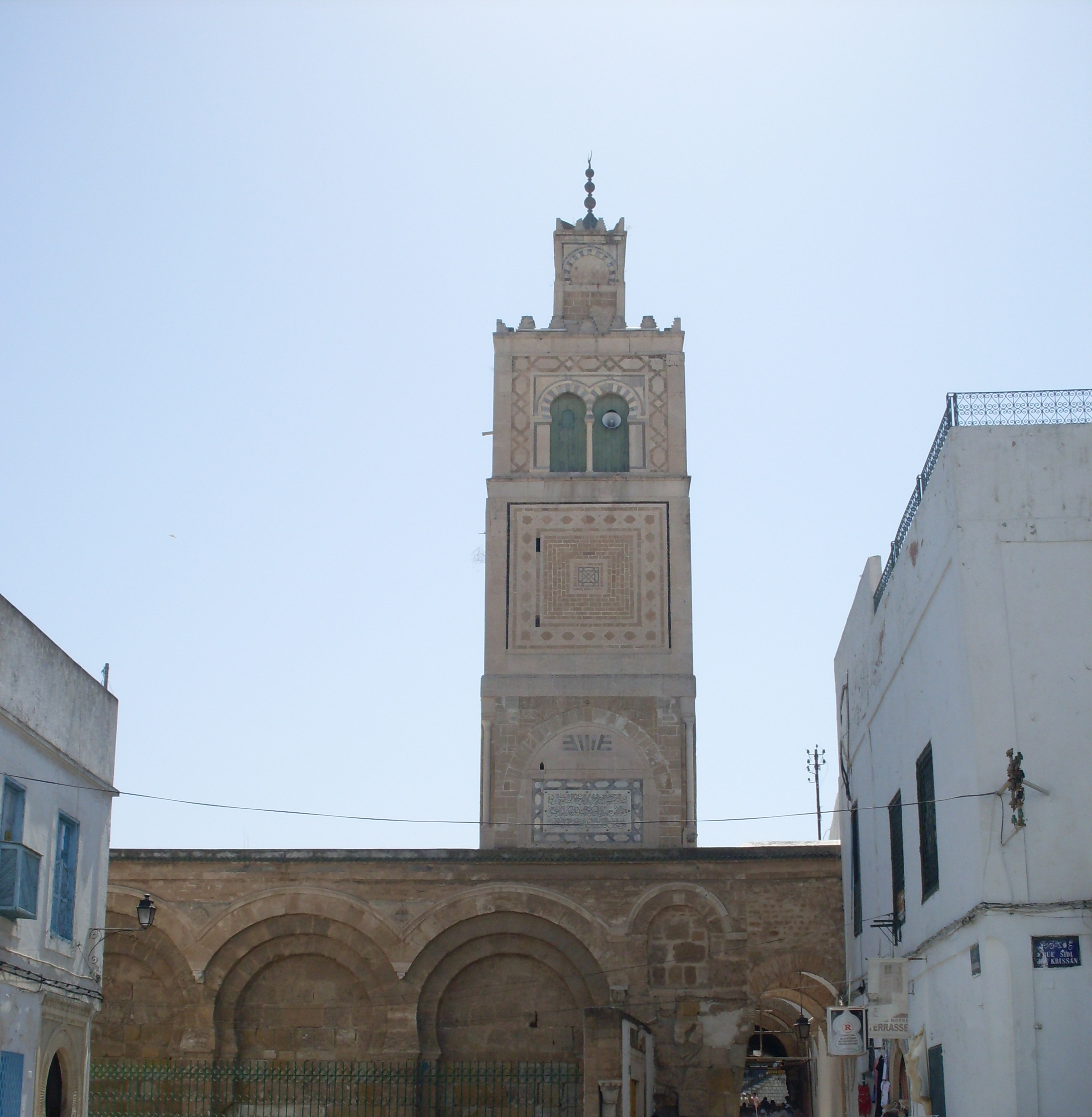
Ksarmoskee